# Oligoplectus succini
Oligoplectus succini is een rondwormensoort uit de familie van de Plectidae.